# Ma Wan (peintre)

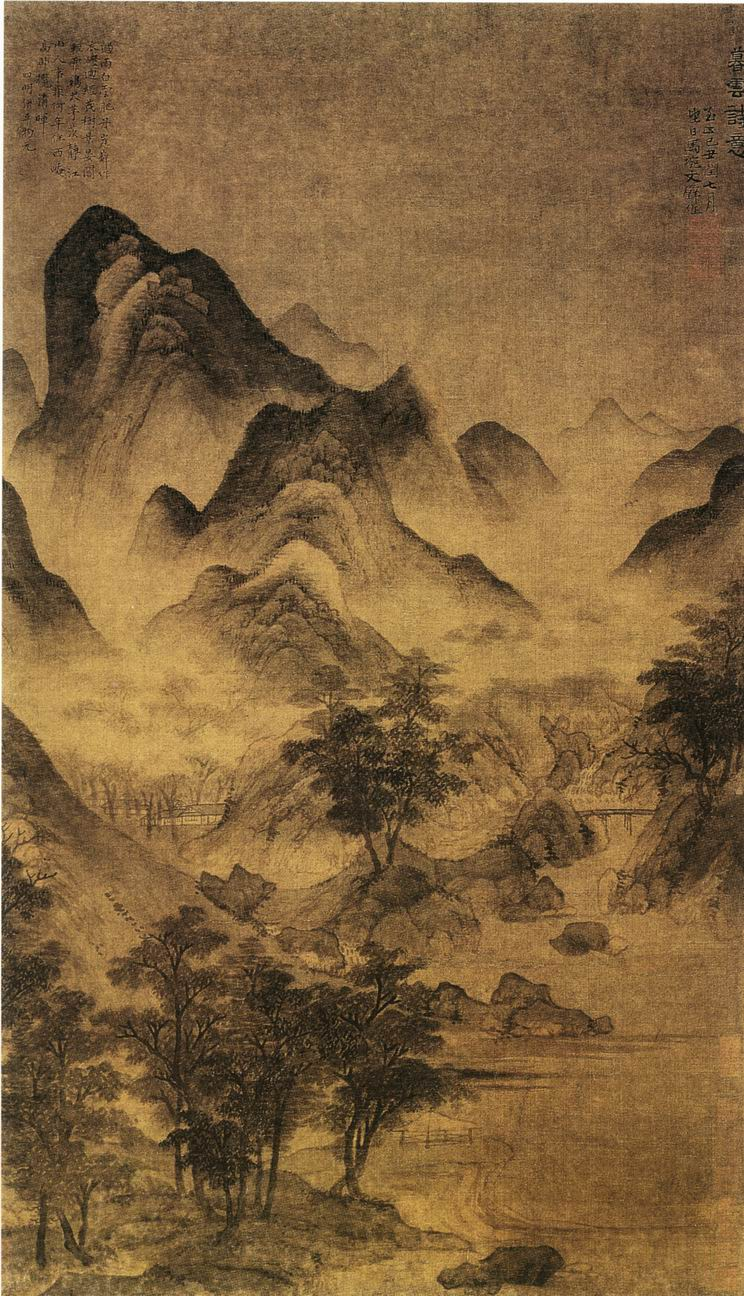

Ma Wan, surnom: Wenbi, noms de pinceau: Luchun, Ludun, Guanyuanren et Zhuyuan Guanzhe est un peintre chinois du XIVe siècle. Originaire du Jiangning (province du Jiangsu). Ses dates de naissance et de décès ne sont pas connues mais on sait que sa période d'activité se situe vers 1325-1375.

## Biographie
En 1370, il devient gouverneur de la ville de Fuzhou, dans la province du Jiangxi; c'est pourquoi il est généralement connu sous le nom de : Gouverneur Ma. Il commence par étudier les classiques sous la direction de Yang Weizhen et reste d'ailleurs, très célèbre comme poète, avec un recueil de cinq cents poèmes, le Guanyanji. Il n'en reste pas moins hautement prisé comme maître des trois arts que sont la peinture, la poésie et la calligraphie. Ses paysages sont inspirés de ceux de Dong Yuan, de Mi Fei et de Huang Gongwang.

## Musées
- Cincinnati Musée d'art de Cincinnati:
  - Rivière tranquille au pied de montagnes dans la brume, d'après une œuvre de Huang Gongwang, œuvre signée et accompagnée d'une inscription de Dong Qichang.
- Pékin (Mus. du Palais):
  - Nuages et brumes un matin de printemps, œuvre signée.
  - Temple rupestre à l'automne, d'après Juran, œuvre signée et accompagnée de deux poèmes.
- Shanghai:
  - Vue poétique des nuages au crépuscule, signé et daté 1359, rouleau en hauteur couleur sur soie.
- Taipei (Nat. Palace Mus.):
  - Pêche près d'un bosquet automnal, rouleau en hauteur, encre sur papier.
  - Pavillon isolé parmi les hauts sommets, rouleau en hauteur, encre sur soie.
  - Collines de printemps après la pluie, rouleau en longueur signé, encre sur papier.
  - Chaumières rupestres dans les pins, signé et daté 1328.
  - Hautes terrasses et crevasses profondes dans les monts enneigés, signé et daté 1349.
  - Muyun Shiyi tu, les nuages vespéraux engendrent des idées poétiques.
  - Ruisseau de montagne dans les nuages signé et daté 1349.
  - Voyageurs dans les monts dautomne, signé, colophon de Tao Zongyi.
  - Homme assis sous un grand pin et enfant debout, signé.